# Stanley Matthews

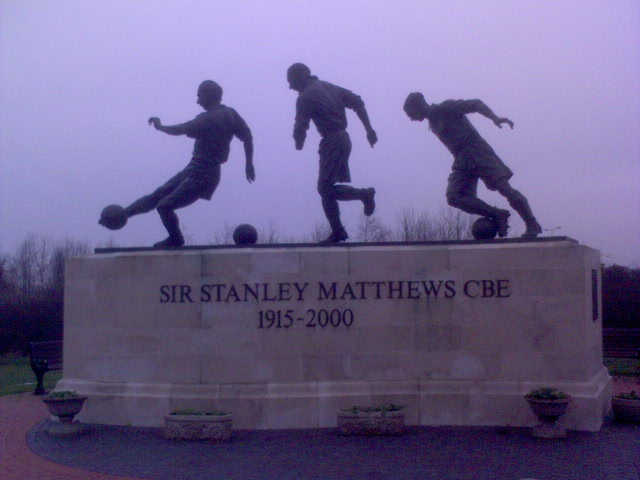
Statyn utanför Stoke Citys hemmaarena, Britannia Stadium.

Sir Stanley Matthews, född 1 februari 1915 i Hanley, Stoke-on-Trent, död 23 februari 2000, var en engelsk fotbollsspelare (högerytter).

## Biografi
Stanley Matthews föddes som den tredje av fyra söner till den lokale boxaren Jack Matthews (känd som "Den boxande barberaren"). Hans uppfostran kännetecknades av disciplin, målmedvetenhet samt gott sportsmanskap, något som han fick stor nytta av under hela sin fotbollskarriär. Utsedd såväl som "European Footballer of the Year" som "Football Writers' Association Footballer of the Year" och var därmed 1956 först om att erhålla dessa båda utmärkelser. Som naturlig högerytter blev han en legend inom den engelska fotbollen och spelade sin sista ligamatch 1965 vid 50 års ålder, för sin dåvarande klubb Stoke City. Dessförinnan hade han under sin 33 år långa ligakarriär spelat för bara en annan klubb, Blackpool FC. Han utsågs till årets spelare i England 1948 och 1963. På planen gick Matthews under smeknamnet "Wizard of the Dribble" (Dribblingstrollkarlen). Han var vegetarian och nykterist.
Matthews blev professionell fotbollsspelare i Stoke City redan vid 17 års ålder och han spelade sin första landskamp för Englands landslag 1934 vid 19 års ålder. Den sista landskampen spelade han 1957 och han var då 42 år gammal. Det är fortfarande den högsta ålder, som någon haft och spelat i den engelska landslagströjan. Matthews spelade sin sista tävlingsmatch vid 55 års ålder.
Utanför Stoke Citys hemmaarena Britannia Stadium finns en staty av Matthews. Se bilden.
Efter sin avskedsmatch adlades Matthews, och kunde därefter gå under namnet Sir Stanley Matthews.